# سیارک ۸۵۱۶۸
سیارک ۸۵۱۶۸ (به انگلیسی: 85168 Albertacentenary، نامگذاری:1989RC6) هشتاد و پنج هزار و صد و شصت و هشتمین سیارک کشف شده‌است که در ۲ سپتامبر ۱۹۸۹ کشف شد.